# Termómetro de resistencia
Los termómetros de resistencia o termómetros a resistencia son transductores de temperatura, los cuales se basan en la dependencia de la resistencia eléctrica de un material con la temperatura, es decir, son capaces de transformar una variación de resistencia eléctrica en una variación de temperatura. El termómetro de resistencia se utiliza para medir una temperatura entre los 200 °C y los 3568 °C El termómetro de resistencia funciona en un  intervalo de -200 °C a +850 °C hasta una temperatura de +1760 °C con una resolución de 0,1 °C en todo el rango de medición.

## Historia
Ya en 1821 Sir (Humphry Davy) había observado que la resistencia eléctrica de los materiales variaba al variar su temperatura, pero no fue hasta 1871 que (William Siemens) propuso la utilización del platino como termómetro basándose en éste efecto. Los métodos de construcción para estos termómetros fueron establecidos entre 1898 y 1900.

## Generalidades
Los materiales más usados como termómetros a resistencia son el platino, el cobre y el tungsteno. El platino tiene la particularidad de tener una relación resistencia-temperatura sumamente lineal, por lo cual es el material más utilizado y generalmente se le denominan a estos termómetros IPRT (Industrial Platinum Resistance Thermometer) o RTD (Resistance Temperature Detector). El platino tiene las ventajas de:
- Ser químicamente inerte.
- Tiene un elevado punto de fusión (2041,4 K).
- Su relación resistencia-temperatura es altamente lineal.
- Puede ser obtenido con un alto grado de pureza y claridad.

- Datos: Q5398797